# Автошлях Т 2416
Автошля́х Т 2416 — автомобільний шлях територіального значення у Черкаській та Кіровоградській областях. Пролягає територією Уманського та Голованівського районів від перетину з М12 через Сушківку — Вільшану-Слобідку — Рогову — Перегонівку. Загальна довжина — 31,1 км.

## Маршрут
Автошлях проходить через такі населені пункти:
| Автошлях Т 2416        |        |
| Черкаська область      |        |
| Уманський район        |        |
|                        | E50М12 |
| Сушківка               |        |
| Коржова                |        |
| Дубова                 |        |
| Вільшана-Слобідка      |        |
| Рогова                 |        |
| Кіровоградська область |        |
| Голованівський район   |        |
| Перегонівка            | Т 2415 |